# ناپدری ۲
ناپدری ۲ (انگلیسی: Stepfather II) یک فیلم ترسناک و دلهره‌آور آمریکایی محصول سال ۱۹۸۹ به کارگردانی جف بر با بازی تری اوکوئین، مگ فاستر، کارولین ویلیامز و جاناتان برندیس است.
این فیلم همچنین دنباله‌ای بر ناپدری محسوب می‌شود و دنباله همین فیلم با عنوان ناپدری ۳ در سال ۱۹۹۲ منتشر شد.

## داستان
جری بلیک پس از زنده ماندن از تیراندازی و ضربات چاقو در پایان فیلم قبلی، در پیوجت ساند، واشینگتن نهادینه شد. بلیک با روانپزشکش جلساتی دارد. پس از جلب اعتماد او روان‌پزشک و یک نگهبان را می‌کشد. او یونیفورم نگهبان را می‌پوشد تا به او کمک کند فرار کند. بلیک با رسیدن به انبار قطار، یک فروشنده دوره‌گرد را به خاطر ماشین و پولش می‌کشد و غارت می‌کند. بلیک به هتلی روانه می‌شود، ظاهرش را تغییر می‌دهد، هویت ناشر متوفی «جین اف کلیفورد» را می‌پذیرد و به لس‌آنجلس می‌رود و …

## شبکه خانگی
پس از اکران فیلم در سینما، در ایالات متحده در وی اچ اس و در همان زمان توسط ساینپلکس اودئون در کانادا منتشر شد. در سال ۲۰۰۳، این فیلم در دی‌وی‌دی توسط میرامکس فیلمز و در همان سال در کانادا توسط آلیانس آتلانتیس منتشر شد. شامل تفسیر صوتی با کارگردان جف بر و تهیه‌کننده دارین اسکات بود. در سال ۲۰۰۹، همزمان با انتشار نسخه بازسازی شده اسکرین جمز از ناپدری اصلی، سیناپس فیلمز فیلم را را مجدداً بر روی دی‌وی‌دی با ویژگی‌های ویژه از جمله موارد موجود در نسخه‌های میرامکس و آلیانس آتلانتیس و همچنین ویژگی‌های جدیدی مانند مراحل ساخت فیلم.

## بازخوردها
این فیلم اکثراً نقدهای منفی را دریافت کرد، با ۱۴ درصد تأیید از طرف راتن تومیتوز و میانگین امتیاز ۴٫۴ از ۱۰ بر اساس ۷ نقد.

## گیشه
این فیلم در ابتدا قرار بود مستقیماً به صورت ویدیویی منتشر شود. با این حال، تولیدکنندگان به اندازه کافی تحت تأثیر دنباله قرار گرفتند که به سینماها اکران شد. این فیلم در ۳ نوامبر ۱۹۸۹ توسط میلیمتر فیلمز در ایالات متحده اکران محدود شد. این فیلم در باکس آفیس ۱٫۵۱۹٫۷۹۶ دلار فروش داشت.